# Франсіско Дуке III
Франсіско Тіонгсон Дуке III (англ. Francisco Tiongson Duque III, тагал. Francisco Tiongson Duque, 13 лютого 1957, Маніла) — філіппінський лікар і політичний діяч, який був міністром охорони здоров'я Філіппін в уряді Родріго Дутерте з 2017 року до 2022 року, цю ж посаду він займав з 2005 до 2019 року в уряді Глорії Макапагал-Арройо. З 2010 по 2015 рік він обіймав посаду голови Комісії з питань державної служби.

## Ранні роки життя й освіта
Дуке отримав атестат середньої школи в Лурдській школі Кесон-Сіті в 1974 році та ступінь бакалавра із зоології в Університеті Санто-Томас (UST) в 1978 році. Потім він отримав ступінь доктора медицини на медичному факультеті Університету Санто-Томас і ступінь з хірургії в 1982 році. Дуке продовжив свою освіту в США, де отримав ступінь магістра патології в Джорджтаунському університеті в 1987 році. Саме в Джорджтауні він проходив наукову підготовку з питань жіночого здоров'я з 1985 до 1988. У 1992 році Дуке закінчив аспірантуру з освіти керівників Гарвардської школи громадського здоров'я

## Початок кар'єри
З 1989 по 1995 рік Дуке працював деканом медичного коледжу Ліцею-Північно-Західного університету. Він також одночасно (з 1989 до 1999 року) був директором Університету Пангасінан. Наступного року Дуке став адміністратором загальної лікарні Ліцею Північно-Західного університету, й одночасно став її виконавчим віце- президентом. Зрештою він залишив ці посади у 2000 році.

## Загальнодержавна діяльність

### Президент PhilHealth (2001—2005)
У червні 2001 року президент Глорія Макапагал-Арройо призначила Дуке президентом і генеральним директором Філіппінської корпорації медичного страхування (PhilHealth). Як президент PhilHealth, він ініціював та керував програмою «PhilHealth Plan 500/GMA» для незаможних, яка швидко добилась включення 500 тисяч бідних бенефіціарів у містах до Національного плану медичного страхування (NHIP) протягом одного. року До 2003 року загальна кількість малозабезпечених за ініціативою NHIP становила 8 мільйонів бенефіціарів. Президент Арройо представила «PhilHealth» як демонстрацію успіхів своєї адміністрації через успішне зарахування 5,9 мільйонів сімей або 29901890 бенефіціарів до «PhilHealth» до 2004 року.

### Перший термін роботи на посаді міністра охорони здоров'я (2005—2009)
1 червня 2005 року президент Глорія Макапагал-Арройо призначила Дуке міністром охорони здоров'я через його ефективне керівництво «PhilHealth». Під керівництвом Дуке міністерство досягло багатьох вражаючих проривів і віх у сфері охорони здоров'я, що допомогло міністерству отримати високі рейтинги схвалення. Під час його перебування на посаді Всесвітня організація охорони здоров'я (ВООЗ) назвала Філіппіни однією з трьох націй, які мали чудові стратегії попередження ризиків проти смертельного вірусу H1N1. Його п'ятирічний період керівництва міністерством охорони здоров'я також був відзначений швидкими та стабільними заходами реагування на різні надзвичайні ситуації та катастрофи, такі як розлив нафти в Гімарасі (2005), зсув Лейте-Гінсогон (2006), розлив ртуті в школі Святого Андрія (2006), меламінові молочні продукти (2008), Тайфун Ондой (2009) та Ебола Рестон у свиней (2009). Дуке також обіймав посаду керівника програми боротьби з голодом, займаючи посаду голови Національної ради з питань харчування (NNC), якій президент доручив наглядати за виконанням програм зменшення голоду 27 урядовими установами. Він також був призначений головою президентської наглядової ради Філіппінського благодійного офісу тоталізаторів.

### Голова Комісії з питань державної служби (2010—2015)
11 січня 2010 року Дуке був призначений головою Комісії з питань державної служби (CSC). 9 березня 2010 року Дуке був призначений віце-головою Ради з кар'єрних служб (CESB). Під час свого перебування на посаді Голови Комісії з питань державної служби Дуке відіграв важливу роль у розробці Дорожньої карти Комісії з питань державної служби для розвитку та реформ на 2010–15 роки, п'ятирічного плану, який детально описує пріоритетні програми Комісії з питань державної служби для 1,4 мільйона державних службовців країни. Іншими знаковими програмами Дуке були Стратегічна система управління ефективністю (SPMS), «Botika Para sa Taumbayan», Контакт-центр «ng Bayan» і «CSC Computerized Examination System» або COMEX.
Під головуванням Дуке комісію було нагороджено «Печаткою новаторів управління» після досягнення найвищого рейтингу відповідності 9,03 на «Performance Governance System Revalida» 14 жовтня 2011 року. Під його головуванням комітет отримав найвищий рейтинг 98 % клієнтів сказали, що вони задоволені послугами, які вони отримали від комісії на основі опитування «Pulse Asia», яке охоплювало період з 24 жовтня по 17 листопада 2011 року.

### Голова Системи страхування державних послуг і друга посада міністра охорони здоров'я (2017—2022)
У 2017 році президент Родріго Дутерте призначив Дуке головою Системи страхування державних послуг. Перейшовши на нову посаду, він почав закладати основу для різноманітних реформ для зміцнення державної корпорації. Однак, лише через рік після свого призначення на цю посаду президент Дутерте знову призначив Дуке міністром охорони здоров'я. Після вступу на посаду міністра охорони здоров'я 6 листопада 2017 року він став першим керівником міністерства охорони здоров'я, який повернувся на посаду, після повторного призначення міністра охорони здоров'я Пауліно Гарсіа в 1960-х роках.
Дуке, як міністр охорони здоров'я, очолив реформи з удосконалення системи інформаційних технологій «PhilHealth» для захисту від шахрайства та інших форм кіберзлочинності. Дуке також був відвертим борцем за підвищення рівня вакцинації серед дітей та молоді для боротьби з такими дуже заразними хворобами, як поліомієліт та кір.
Дуке виступив за історичне прийняття двох основних законодавчих актів — Закону про універсально доступну і якісну медицину 2008 року та Закону про харчові продукти та ліки 2009 року.

#### Звинувачення в конфлікті інтересів
29 липня 2019 року у своїй промові сенатор Панфіло Лаксон звинуватив Дуке у ймовірному конфлікті інтересів на посаді міністра охорони здоров'я. Лаксон стверджував, що компанії братів і сестер Дуке, «Doctors' Pharmaceutical» (DPI) і «Educational and Medical Development Corporation» (EMDC), продовжували укладати контракти з урядовими установами, незважаючи на те, що Дуке займав посади в уряді. За словами Лаксона, компанія DPI продовжувала заробляти мільйони песо від уряду через оренду будівлі EMDC для використання регіональним офісом 1 Філіппінської корпорації охорони здоров'я в місті Дагупан.
Під час слухань комітету Сенату, який розслідує ймовірні порушення серед держслужбовців, 14 серпня 2019 року Дуке заперечив будь-який конфлікт інтересів зі свого боку. Він сказав, що коли він придбав акції DPI в 1996 році, компанія вже мала партнерські відносини з урядом. Він також сказав, що вже відмовився від усіх особистих інтересів у DPI у 2005 році, й тому не може бути конфлікту інтересів відповідно до закону 6713. Лаксон сказав, що DPI підписала державні контракти у 2005 році, коли Дуке був затверджено на посаді міністра охорони здоров'я. У випадку EMDC Дуке повторив, що оренда майна EMDC була вигідною для уряду, оскільки це дозволило Офісу «Philhealth» в регіоні переїхати з будівлі, яка була оголошена пожежонебезпечною. Крім того, договір оренди йшов до належного процесу закупівель, і директива щодо оренди офісних приміщень видана регіональним віце-президентом «PhilHealth», а не радою, членом якої він був за посадою. Дуке також повідомив тодішньому генеральному директору «PhilHealth» Алексу Паділью в 2013 році про свої акції, і йому не було наказано позбутися, таким чином маючи на увазі відсутність конфлікту інтересів.

#### Заходи проти COVID-19 на Філіппінах
Дуке очолював міністерство охорони здоров'я під час пандемії COVID-19. До спалаху хвороби на Філіппінах, у той час як кількість випадків у Китаї зростала, Дуке сказав Палаті представників, що, хоча тимчасова заборона на китайських туристів була одним із варіантів, які вивчав уряд, це може мати серйозні «політичні та дипломатичні наслідки». Зі збільшенням кількості місцевої передачі вірусу і з обмеженими можливостями тестування його критикували за те, що він виправдовував пільговий режим для ВІП-персон і урядовців, що порушувало власні протоколи тестування на COVID-19 його міністерства.
На брифінгу для преси, який відбувся 9 квітня 2020 року, Дуке зазначив, що кількість підтверджених випадків COVID-19 на Філіппінах є «відносно низькою» порівняно з іншими країнами, незважаючи на обмежене тестування та протилежними за змістом попередніми заявами міністерства охорони здоров'я. Його спеціальна помічниця Беверлі Хо раніше заявила на віртуальному брифінгу для преси, що про вплив розширеного карантину можна буде дізнатися лише до середини квітня, оскільки ще занадто рано говорити про те, чи відіграє він роль у стримуванні поширення коронавірусу. Заступник міністра охорони здоров'я Марія Розаріо Вергейре також сказала, що перш ніж можна буде визначити «справжню картину» пандемії COVID-19, спершу необхідно стабілізувати потенціал країни для тестування, тобто країна повинна мати можливість проводити від 8 до 10 тисяч тестів на COVID-19 на день.
16 квітня 2020 року 15 сенаторів подали резолюцію Сенату № 362 із закликом до негайної відставки Дуке через його «провал керівництва, недбалість, відсутність передбачення та неефективність у виконанні своїх повноважень як міністра охорони здоров'я».
5 червня 2020 року Дуке звинуватив співробітників свого власного міністерства у нерозподіленні фінансової компенсації медичним працівникам, які померли від COVID-19.
31 липня 2020 року Дуке повідомив про 38075 одужань за день як коригування, з урахуванням легких та/або безсимптомних випадків. Після оголошення ключове слово «масове одужання» стало популярною темою в твіттері, на момент публікації було понад 7400 твітів, більшість з яких засуджували уряд за ймовірні спроби обдурити громадськість. Губернатор Сорсогону і колишній сенатор Френсіс Ескудеро заявив, що зміни «лише на Філіппінах» і є «нестерпними та образливими». Ескудеро також попросив президента Родріго Дутерте звільнити Дуке.
16 серпня 2021 року міністр охорони здоров'я звинуватив Аудиторську комісію (COA) у руйнуванні доброго іміджу міністерства охорони здоров'я через оприлюднення останнім аудиторського звіту, в якому детально описано серйозні несприятливі висновки щодо виплати міністерством охорони здоров'я кошти на суму 67,32 мільярда песо для боротьби з COVID-19.
1 вересня 2021 року колишній співробітник «PhilHealth» із боротьби з шахрайством позначив Дуке «хрещеним батьком» так званої «мафії» під час розслідування в Сенаті долі мільярдів песо коштів «Philhealth», які ймовірно були втрачені через корупцію.

## Нагороди та визнання
- Найвидатніший президент Ротарі, округ 3790 (1993)
- Нагорода за видатне лідерство випускників Томаса (TOTAL) у сфері державної служби (2004)
- Наукова нагорода Альберта Великого від Наукового коледжу Університету Санто-Томас за досягнення в галузі медицини, охорони здоров'я та управління Національною програмою медичного страхування (2007[35])